# U-10 (1935)
U-10 – niemiecki okręt podwodny (U-Boot) typu II B z okresu II wojny światowej. Okręt wszedł do służby w 1935 roku. Wybrani dowódcy: Kptlt. Hans Rudolf Rösing, Kptlt. Georg-Wilhelm Schulz, Kptlt. Rolf Mützelburg.

## Historia
Odbył 5 patroli bojowych na Morzu Północnym, podczas których zatopił 2 jednostki o łącznej pojemności 6356 BRT (luty 1940 roku). Przez większość służby używany jako okręt szkolny. Wycofany 1 sierpnia 1944 roku w Gdańsku i tam złomowany.